# Rudka Kozłowiecka
Rudka Kozłowiecka – wieś w Polsce położona w województwie lubelskim, w powiecie lubelskim, w gminie Niemce.
| SIMC    | Nazwa      | Rodzaj    |
| ------- | ---------- | --------- |
| 0387743 | Gościniec  | część wsi |
| 0387750 | Mikołajek  | część wsi |
| 0387772 | Stara Wieś | część wsi |

W latach 1975–1998 miejscowość administracyjnie należała do ówczesnego województwa lubelskiego.
Wieś stanowi sołectwo gminy Niemce. Według Narodowego Spisu Powszechnego z roku 2011 wieś liczyła 1163 mieszkańców.
Wierni Kościoła rzymskokatolickiego należą do parafii św. Ignacego Loyoli i św. Piotra i Pawła w Niemcach.